# Podhradík
Podhradík (em húngaro: Sebesváralja) é um município da Eslováquia, situado no distrito de Prešov, na região de Prešov. Tem 10,56 km² de área e sua população em 2018 foi estimada em 398 habitantes.

## Demografia
| Ano:        | 1994 | 2004   | 2014   | 2024    |
| ----------- | ---- | ------ | ------ | ------- |
| Broj ljudi: | 326  | 350    | 372    | 434     |
| Razlika:    |      | +7,36% | +6,28% | +16,66% |

| Ano:               | 2023 | 2024   |
| ------------------ | ---- | ------ |
| Número de pessoas: | 440  | 434    |
| Diferença:         |      | -1,36% |